# نتريت الإيثيل
نتريت الإيثيل (أو إيثيل نتريت) هو مركب عضوي له الصيغة C2H5NO2، وهو من مجموعة نتريتات الألكيل، ويكون على شكل سائل عديم اللون سهل التطاير.

## التحضير
يمكن تحضير مركب نتريت الإيثيل من أثر حمض الكبريتيك الممدد والبارد على محلول نتريت الصوديوم في مزيج من الإيثانول والماء.
كما يمكن أن تتم عملية التحضير من تفاعل نتريت الفضة مع يوديد الإيثيل (يودو الإيثان).

## الخصائص
- يتبخر نتريت الإيثيل عند الدرجة 17 °س إلى غاز عديم اللون إلى أصفر، في حين أن نقطة الوميض له تكون عند −35 ° س.
- يشكل غاز نتريت الإيثيل مزائج انفجارية مع الهواء.

## الاستخدامات
يعد نتريت الإيثيل في حالته السائلة أحد مكونات دواء Witdulsies التقليدي في أفريقيا الجنوبية وعند الأفارقة الأمريكان الذي كان يستخدم في العلاج من البرد والإنفلونزا.